# Soufrière, Dominica
Soufrière är en parishhuvudort i Dominica.   Den ligger i parishen Saint Mark, i den södra delen av landet, 8 km söder om huvudstaden Roseau. Soufrière ligger 34 meter över havet och antalet invånare är 1 416. Den ligger på ön Dominica.
Terrängen runt Soufrière är kuperad. Havet är nära Soufrière åt sydväst.  Närmaste större samhälle är Roseau, 8,2 km norr om Soufrière. 